# Manu Koné
Emmanuel "Manu" Kouadio Koné (Colombes, 17 mei 2001) is een Frans voetballer die doorgaans als centrale middenvelder speelt. Hij verruilde Borussia Mönchengladbach in 2024 voor AS Roma, dat hem eerst huurde en in de zomer van 2025 definitief moet overnemen.

## Clubcarrière
Koné stroomde door vanuit de jeugdopleiding van Toulouse. Hiervoor debuteerde hij op 24 mei 2019 in de Ligue 1, tegen Dijon. Het seizoen erna speelde hij dertien competitiewedstrijden op het hoogste niveau. Toulouse degradeerde dat jaar naar de Ligue 2. Koné begon het seizoen 2020/21 op het tweede niveau meteen als basisspeler. Hij tekende in januari 2021 een contract bij Borussia Mönchengladbach, maar maakte het seizoen nog op huurbasis af bij Toulouse. Hij kwalificeerde zich dat jaar met de Franse ploeg voor de play-offs, maar kreeg het in een dubbele ontmoeting met FC Nantes niet voor elkaar meteen weer te promoveren.
Koné maakte op 25 september 2021 zijn debuut voor Borussia Mönchengladbach, in een met 1–0 gewonnen wedstrijd in de Bundesliga thuis tegen Borussia Dortmund. Coach Adi Hütter gaf hem meteen een basisplaats en deed dat dat seizoen nog 25 keer. In 2022/23 stond hij 30 wedstrijden aan de aftrap. 
Wegens een opgelopen knieblessure tijdens het Europees kampioenschap voetbal onder 21 tijdens de wedstrijd tegen Zwitserland  miste Koné de opening van het seizoen 2023/24. In de vijfde competitieronde maakte hij zijn rentree in de wedstrijd tegen RB Leipzig. In oktober 2023 maakte de club bekend dat ze optie in zijn contract hadden gelicht waardoor zijn contract tot 30 juni 2026 zou doorlopen.
In augustus huurde AS Roma Koné, dat hem door een verplichte optie tot koop aan het einde van het seizoen 2024-25 definitief moet overnemen.

## Clubstatistieken
| Seizoen | Club                     | Competitie | Competitie | Competitie | Beker | Beker | Internationaal | Internationaal | Totaal | Totaal |
| Seizoen | Club                     | Competitie | Wed.       | Dlp.       | Wed.  | Dlp.  | Wed.           | Dlp.           | Wed.   | Dlp.   |
| ------- | ------------------------ | ---------- | ---------- | ---------- | ----- | ----- | -------------- | -------------- | ------ | ------ |
| 2018/19 | Toulouse                 | Ligue 1    | 1          | 0          | 0     | 0     | —              | —              | 1      | 0      |
| 2019/20 | Toulouse                 | Ligue 1    | 13         | 0          | 3     | 1     | —              | —              | 16     | 1      |
| 2020/21 | Toulouse                 | Ligue 2    | 19         | 1          | 0     | 0     | —              | —              | 19     | 1      |
| 2020/21 | → Toulouse               | Ligue 2    | 17         | 2          | 3     | 1     | —              | —              | 20     | 3      |
| Totaal  | Totaal                   | Totaal     | 50         | 3          | 6     | 2     | 0              | 0              | 56     | 5      |
| 2021/22 | Borussia Mönchengladbach | Bundesliga | 27         | 2          | 2     | 1     | —              | —              | 29     | 3      |
| 2022/23 | Borussia Mönchengladbach | Bundesliga | 30         | 1          | 1     | 0     | —              | —              | 31     | 1      |
| 2023/24 | Borussia Mönchengladbach | Bundesliga | 2          | 0          | 0     | 0     | —              | —              | 2      | 0      |
| Totaal  | Totaal                   | Totaal     | 59         | 3          | 3     | 1     | 0              | 0              | 62     | 4      |

Bijgewerkt op 18 oktober 2023.

## Interlandcarrière
Kone kwam uit voor Frankrijk onder 18, 19 en 21. Hij kwam met Frankrijk onder 21 uit op het EK –21 van 2023. Hierop kwam hij in alle drie de groepswedstrijden in actie. Hij viel in de laatste uit met een knieblessure die hem de kwartfinale (en daarmee de rest van het toernooi) kostte.